# Sok
Ten artykuł należy dopracować:

przedstawiono sytuację tylko z polskiej perspektywy – artykuł powinien być przekrojowy.
Pomóż go poprawić. Na stronie dyskusji mogą znajdywać się pomocne komentarze.

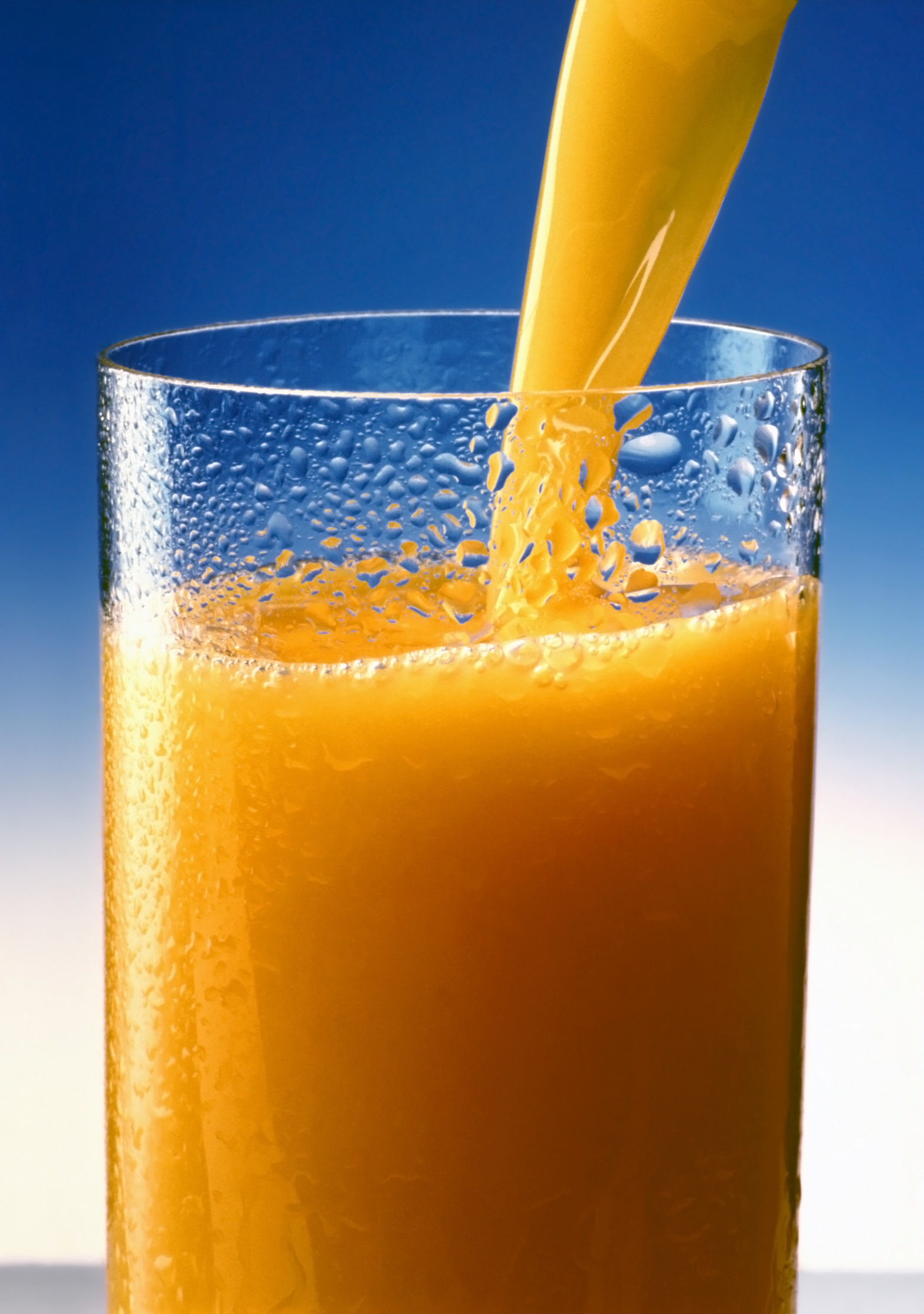
Sok pomarańczowy

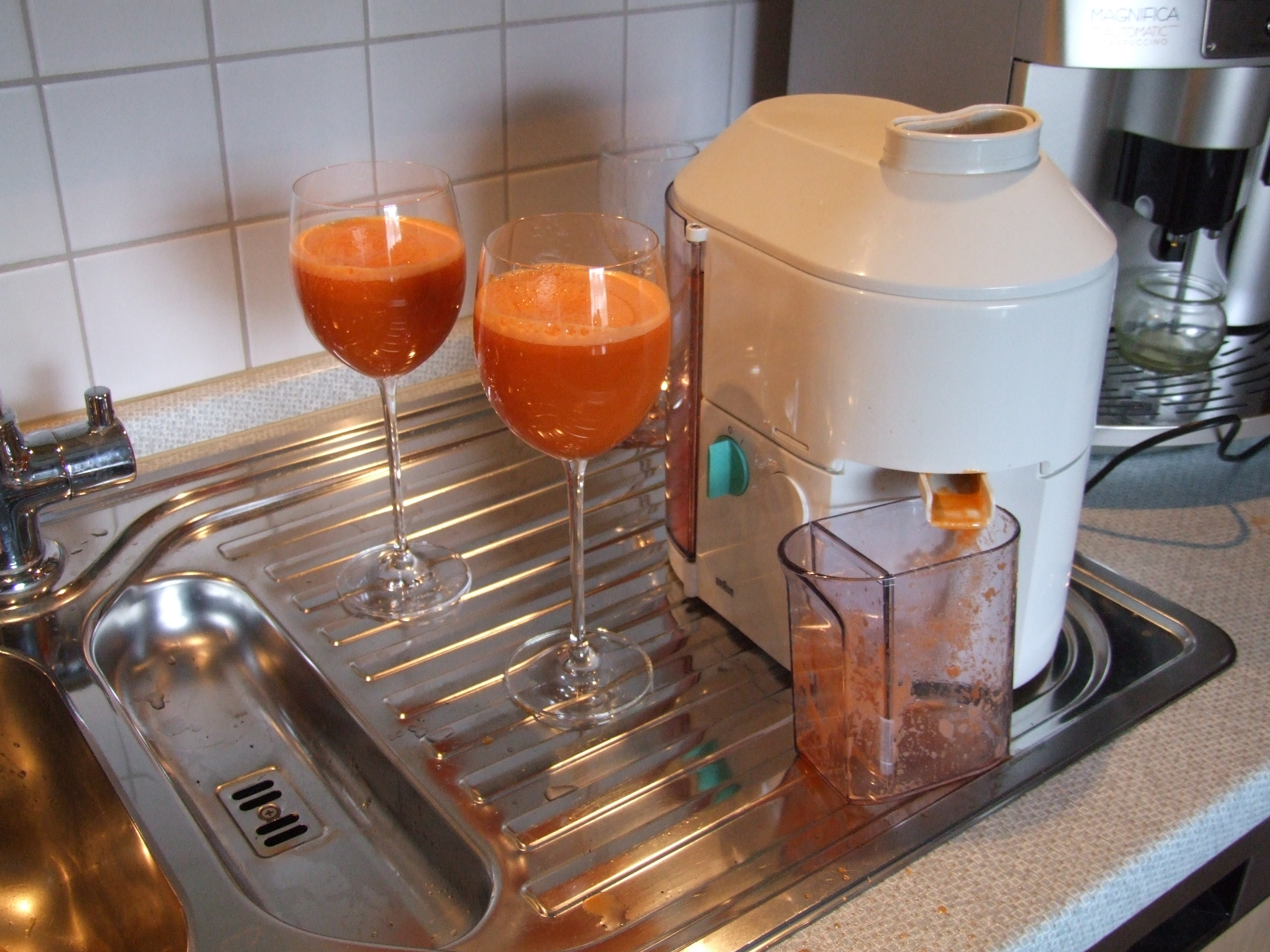
Sok marchwiowy wytworzony w sokowirówce

Sok – produkt otrzymany z dojrzałych, świeżych lub przechowywanych owoców lub warzyw, jednego lub większej liczby gatunków, posiadający barwę, smak i zapach charakterystyczny dla soku z owoców lub warzyw, z których pochodzą, zdolny do fermentacji, lecz niesfermentowany. Soki mogą być produkowane z zagęszczonych soków lub przecierów przez odtworzenie udziału wody usuniętej w procesie zagęszczania soku lub przecieru i odtworzenie aromatu oraz, gdy jest to wskazane, miazgi usuniętej z soku, lecz odzyskanej w procesie technologicznym.
Do soków zgodnie z przepisami krajowymi i unijnymi nie wolno dodawać konserwantów, barwników, słodzików i aromatów innych niż odzyskanych w procesie zagęszczania soków i przecierów. Nie wolno dodawać żadnych substancji poprawiających smak, barwę lub konsystencję soku. Barwa, smak i aromat soku musi pochodzić z owoców lub warzyw, z których sok został otrzymany. W przepisach restrykcyjnie określono ilość i rodzaj dozwolonych dodatków do soków, tj. witamin, soli mineralnych, kwasów spożywczych. Do wszystkich soków owocowych oraz pomidorowego zabroniony jest dodatek cukrów (cukru białego, syropu cukrowego, syropu glukozowo – fruktozowego, fruktozy, glukozy itd.). Do soków warzywnych można dodawać cukier, sól, przyprawy i zioła oraz ich ekstrakty. Wszystkie bez wyjątku składniki i dodatki producent musi deklarować na opakowaniu w składzie soku w kolejności malejącego udziału.
Definicja „sok 100%” nie jest uregulowana prawnie. Zwyczajowo przyjmuje się, że jest to sok, do którego nie dodano żadnych dodatków np. cukru, soli, a nawet witamin czy soli mineralnych. Każdy sok ma 100-procentowy „wsad owocowy” czy „warzywny”, gdyż wszelkie dodatki są dozowane w przypadkach koniecznych w takich ilościach oraz w taki sposób, aby nie dopuścić do rozcieńczenia soku.

## Produkcja
Owoce lub warzywa do produkcji soków poddawane są myciu, a następnie selekcji i przebieraniu na taśmie inspekcyjnej w celu odrzucenia zgniłych, robaczywych i innego gatunku owoców czy warzyw, liści itp. Niektóre warzywa jak np. marchew poddaje się ocieraniu mechanicznemu w celu usunięcia skórki. Następnie owoce i warzywa się rozdrabnia i kierowane do tłoczenia na sok lub do przecierania na przecier. W wyniku tłoczenia otrzymuje się sok surowy, który można bezpośrednio rozlewać do opakowań, lub po spasteryzowaniu skierować do tanków magazynowych. Sok surowy można również poddać zagęszczeniu poprzez usunięcie znacznej ilości wody – otrzymuje się wówczas zagęszczony sok.
Odpadem powstałym podczas tłoczenia są wytłoki, które po wysuszeniu można spalać lub traktować jako karmę dla zwierząt.
Soki produkowane przemysłowo można rozlewać do butelek szklanych lub plastikowych typu aseptic oraz do opakowań kartonowych. Sok w opakowaniach szklanych poddawany jest pasteryzacji poprzez podgrzanie do około 80–90 °C przez kilkadziesiąt sekund, a następnie szybkie schłodzenie. Sok do rozlewu w opakowaniach innych niż szklane pasteryzuje się przed rozlewem w pasteryzatorach przepływowych, a następnie po schłodzeniu w warunkach sterylnych rozlewa się do wysterylizowanych opakowań kartonowych lub butelek plastikowych typu aseptic. Generalną zasadą jest, że im krótszy czas pasteryzacji, tym wyższa temperatura i na odwrót. Odpowiednią kombinację czasu i temperatury dobiera się indywidualnie w zależności od rodzaju owoców i warzyw. Soki warzywne z uwagi na wyższe pH wymagają wyższych temperatur pasteryzacji.
Wszystkie procesy produkcji soku prowadzi się w optymalnych warunkach, aby jakość i skład soku była porównywalna do jakości soku otrzymanego bezpośrednio z owoców lub warzyw.

## Rodzaje soków

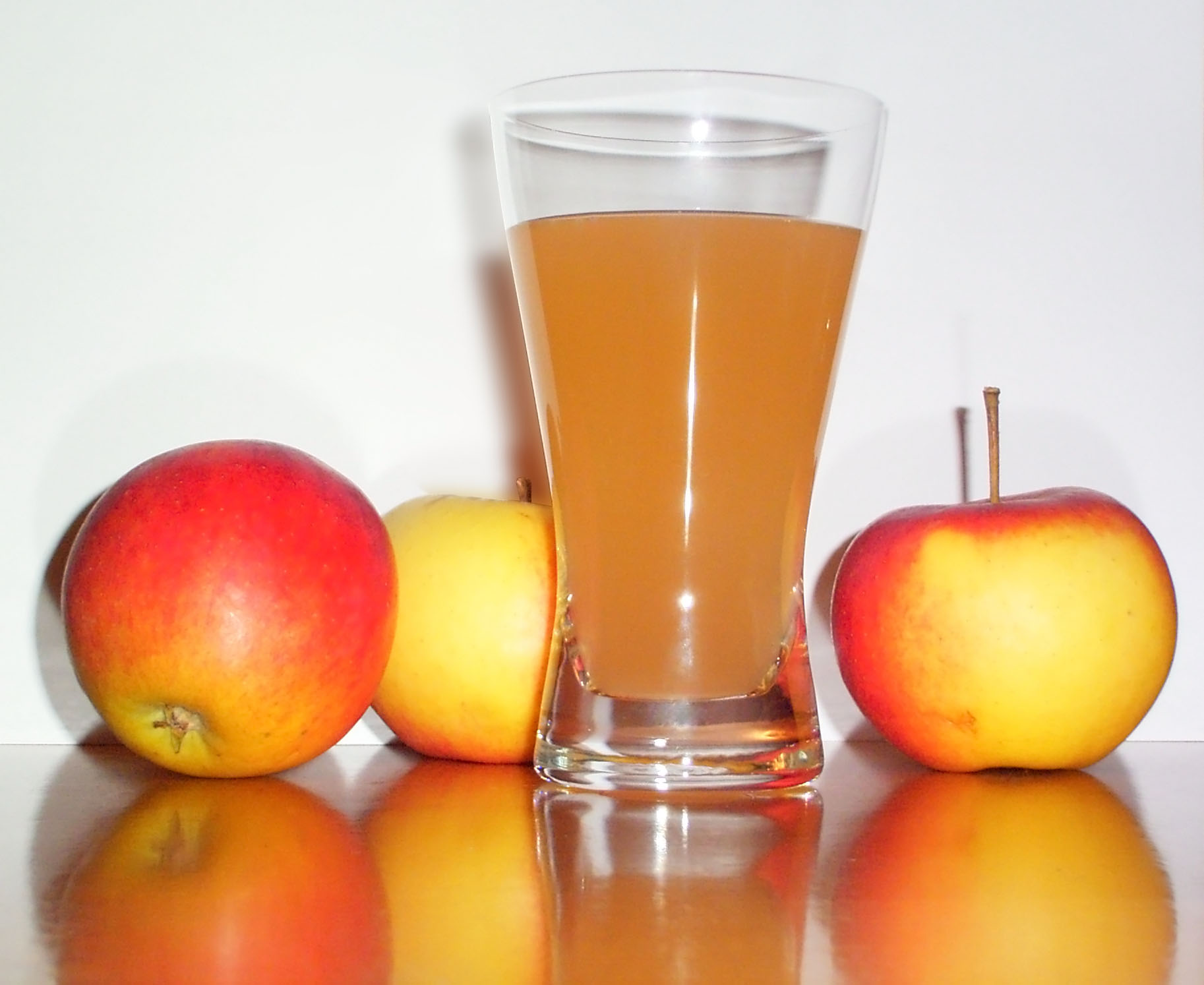
Sok jabłkowy

Soki można dzielić ze względu na różne kryteria:
- ze względu na rodzaj surowca:
  - soki owocowe,
  - soki warzywne,
  - soki owocowo-warzywne;
- ze względu na rodzaj półproduktu:
  - soki bezpośrednie tzw. NFC (ang. Not From Concentrate), nazywane często sokami świeżymi,
  - soki odtworzone z soku lub przecieru zagęszczonego;
- ze względu na obróbkę termiczną:
  - soki niepasteryzowane, tzw. jednodniowe, wymagające dystrybucji i przechowywania w warunkach chłodniczych,
  - soki pasteryzowane w niskiej temperaturze (okres przydatności do spożycia kilka tygodni),
  - soki pasteryzowane (okres przydatności do spożycia kilka miesięcy);
- ze względu na wygląd i konsystencję:
  - soki klarowne np. sok jabłkowy,
  - soki naturalnie mętne np. pomarańczowy, sok grejpfrutowy,
  - soki przecierowe np. sok pomidorowy, sok marchwiowy.

Można tworzyć więcej podziałów w zależności od potrzeby, np. ze względu na barwę, smak itp.
Z niektórych owoców, z uwagi na ich kwaśny lub cierpki smak, nie można wyprodukować soków pitnych i dlatego z nich produkuje się nektary lub napoje, np.:
- nektar aroniowy,
- nektar z czarnych porzeczek,
- nektar wiśniowy,
- nektar żurawinowy.